# خارق للطبيعة (الموسم الأول)
هو مسلسل تلفزيوني أمريكي من تأليف «إيريك كريبكى» تم بثه لأول مرة بتاريخ 13 سبتمبر 2005 وانتهى عرضه بعد 22 حلقة في تاريخ 4 مايو 2006. وتدور أحداث المسلسل حول البطلين «سام» و«دين وينشستر» ومحاولتهما اقتفاء أثر والدهما «جون» الذي خرج لتعقب الكائن الشيطاني الذي قتل والدتهما وصديقة سام.
أثناء ترحالهما، يستعين الأخوان بمذكرات والدهما لاستكمال عمل العائلة والذي يتمثل في إنقاذ الناس واصطياد المخلوقات الخارقة للطبيعة. يلعب جنسن أكلز وجاريد بادالكي دورا دين وسام بجانب «جيفري دين مورجان» الذي يلعب دور «جون»، كما تقوم نيكي أيكوكس بدور الكائنة الشيطانية «ميج ماسترز». وكان الموسم الأول هو الوحيد الذي عرض على شبكة تليفزيون WB فقد تم عرض جميع المواسم التالية على شبكة سي دبليو التلفزيونية وهي شركة محاصة بين WB وUPN.
وكانت تعرض الستة عشر حلقات الأولى يوم الثلاثاء من كل أسبوع في الولايات المتحدة الأمريكية الساعة التاسعة مساءً حسب توقيت المنطقة الزمنية الشرقية، ليتم لاحقا تغيير يوم العرض ليصبح الخميس من كل أسبوع. وقد بلغ عدد مشاهدى الموسم الأول من المسلسل ال 3,18 مليون مشاهداً أمريكياً، ونال عدة ترشيحات لجوائز من بينهم ترشيحين لجائزة إيمي تكريماً للجهود المبذولة في الحلقة الافتتاحية. وبينما اعترض بعض النقاد على الطابع الأنثولوجي للمسلسل إلاّ أنّ البعض الآخر أشاد باللحظات المؤثرة فيه وبالعلاقة الأخوية الوطيدة بين البطلين. وقد تم عرض المسلسل في عدة دول، حيث عُرض في المملكة المتحدة على شبكة تليفزيون ITV، وفي كندا على شبكة citytv وفي أستراليا على شبكة تليفزيون Ten. أصدرت شركة وارنر هوم فيديوز Warner Home Videos نسخة من المسلسل على ستة أقراص دي في دي في مجموعة واحدة بتاريخ 5 سبتمبر 2006 في المنطقة. وعلى الرغم أن المسلسل قد تم تقسيمه إلى إصدارين منفصلين في المنطقة 2، فقد صدرت المجموعة الكاملة بها بتاريخ 2 أكتوبر 2006. وصدرت أيضًا في المنطقة 4 بتاريخ 2 أكتوبر 2007. تتاح الحلقات عبر متاجر الوسائط الرقمية مثل متجر آي تيونز التابع لشركة أبل ومتجر إكس بوكس لايف ماركت بليس التابع لمايكروسوفت وأيضاً من خلال خدمة امازون التليفزيونية.

## الحلقات
في الجدول التالي، يشير الرقم الموجود في العمود الأول إلى رقم الحلقة في المسلسل، ويشير الرقم في العمود الثاني إلى رقم الحلقة في هذا الموسم بالتحديد. أما العمود المكتوب فيه «المشاهدين الأمريكين بالمليون» فيوضح عدد المشاهدين الأمريكيين الذين شاهدوا الحلقة على الهواء مباشرة أو في يوم العرض.
| الرقم في المسلسل | الرقم في الموسم | عنوان الحلقة        | المخرج              | الكاتب                                                      | تاريخ العرض    | عدد المشاهدين (مليون) |      |
| ---------------- | --------------- | ------------------- | ------------------- | ----------------------------------------------------------- | -------------- | --------------------- | ---- |
| 1                | 1               | «الحلقة الأفتتاحية» | ديفيد ناتر          | إيريك كريبكى                                                | 13 سبتمبر 2005 | 5.69                  |      |
| 2                | 2               | «وينديغو»           | ديفيد ناتر          | قصة: رون ميلباور وتيري هيوز بيرتون و سيناريو: إيريك كيربكى  | 20 سبتمبر 2005 | 5.01                  | 5.01 |
| 3                | 3               | «ميت في الماء»      | كيم مانرز           | سيرا جامبل & رايل تاكر                                      | 27 سبتمبر 2005 | 5.01                  | 5.01 |
| 4                | 4               | «الشبح المسافر»     | روبرت سينجر         | ريتشارد حاتم                                                | 4 أكتوبر 2005  | 5.40                  | 5.40 |
| 5                | 5               | «ماري الدموية»      | بيتر إيليس          | سيناريو : رون ميلباور وتيري هيوز بيرتون و قصة: إيريك كيربكى | 11 أكتوبر 2005 | 5.50                  | 5.50 |
| 6                | 6               | «الهيئة»            | روبرت دونكان ماكنيل | جون شيبان                                                   | 18 أكتوبر 2005 | 5.00                  | 5.00 |
| 7                | 7               | «رجل الخطاف»        | ديفيد جاكسون        | جون شيبان                                                   | 25 أكتوبر 2005 | 5.08                  | 5.08 |
| 8                | 8               | «الحشرات»           | كيم مانرز           | رايتشل نايف وبيل كوكلي                                      | 8 نوفمبر 2005  | 4.47                  | 4.47 |
| 9                | 9               | «المنزل»            | كين جيروتي          | إيريك كيربكى                                                | 15 نوفمبر 2005 | 4.21                  | 4.21 |
| 10               | 10              | «المصحة العقلية»    | جاى بي              | ريتشارد حاتم                                                | 22 نوفمبر 2005 | 5.38                  | 5.38 |
| 11               | 11              | «الفزاعة»           | كيم مانرز           | قصة باتريك شون سميث وسيناريو جون شيبان                      | 10 يناير 2006  | 4.23                  | 4.23 |
| 12               | 12              | «الإيمان»           | ألان كروكر          | سيرا جامبل و رايل تاكر                                      | 17 يناير 2006  | 3.86                  | 3.86 |
| 13               | 13              | «الطريق 666»        | بول شابريو          | براد باكنر ويوجين روس ليمينغ                                | 31 يناير 2006  | 5.82                  | 5.82 |
| 14               | 14              | «الكابوس»           | فيليب سجريتشيا      | سيرا جامبل و رايل تاكر                                      | 7 فبراير 2006  | 4.27                  | 4.27 |
| 15               | 15              | «المختلون»          | بيتر إيليس          | جون شيبان                                                   | 14 فبراير 2006 | 3.96                  | 3.96 |
| 16               | 16              | «الظل»              | كيم مانرز           | إيريك كيربكى                                                | 28 فبراير 2006 | 4.22                  | 4.22 |
| 17               | 17              | «منزل الجحيم»       | كريس لونغ           | تراي كالاواي                                                | 30 مارس 2006   | 3.76                  | 3.76 |
| 18               | 18              | «شيىء شرير»         | ويتني رانسيك        | دانييل نوف                                                  | 6 أبريل 2006   | 3.67                  | 3.67 |
| 19               | 19              | «أوراق الملكية»     | فيل سجريتشيا        | دايفيد إيرمان                                               | 13 أبريل 2006  | 3.62                  | 3.62 |
| 20               | 20              | «دماء رجل ميت»      | توني وارمبي         | كاثرين هامفريس و جون شيبان                                  | 20 أبريل 2006  | 3.99                  | 3.99 |
| 21               | 21              | «الخلاص»            | روبرت سينجر         | سيرا جامبل و رايل تاكر                                      | 27 أبريل 2006  | 3.26                  | 3.26 |
| 22               | 22              | «فخ الشيطان»        | كيم مانرز           | إيريك كيربكى                                                | 4 مايو 2006    | 3.99                  | 3.99 |

## الممثلين

### الأبطال
جاريد بادالكي بدور سام وينشستر (22 حلقة)
جنسن آكلز بدور دين وينشستر (22 حلقة)

### ضيوف الشرف
جيفرى دين مورجان بدور جون وينشستر (8 حلقات)
نيكي أيكوكس بدور ميج ماسترز (4 حلقات)
أدرياني باليكي بدور جيسيكا مور (حلقتين)
سامانثا سميث بدور ماري وينشيستر (حلقتين)
سيباستيان بينس بدور توم (حلقتين)
جيم بيفر بدور بوبي سينجر (حلقة واحدة)
ايه جيه باكلى بدور إد زيدمور (حلقة واحدة)
ترافيس ويستر بدور هاري سبانجلر (حلقة واحدة)

## الإنتاج

### الكتابة
يدور الموسم الأول من المسلسل بشكل أساسي حول رحلة بحث سام ودين عن والدهما المختفي، حيث لخص الكاتب إيريك كيربكى الخط الدرامي الأساسي في مهمة واحدة، وهي «إيجاد الأب»، وقد وصف ايريك القصة باعتبارها «بسيطة» و«عاطفية» و«بريئة»، ولكنه وجد بالرغم من ذلك أن الحلقات المنفصلة - وهي عبارة عن قصص منفردة، كل حلقة حكاية جديدة تٌحل عقدتها في نهايتها وتضيف قليلاً إلى القصة الأساسية - لم تحقق النجاح المطلوب. وذلك لأن العشر حلقات الأوائل من الموسم قائمة بذاتها، ولا يبدأ الخط الدرامي الأساسي في التصاعد حتى الحلقة الحادية عشر بعنوان «الفزاعة»، حيث يتم فيها لأول مرة تقديم شخصية ميج ماسترز والتي كان يعتقد المنتج المنفذ كيم مانرز أن المسلسل «بحاجة ماسة لها». وعلى الرغم من أن الكُتاب لم يكونوا متأكدين إلى أي اتجاه سيأخذون شخصية ميج إلا أنهم كانوا ينتوون جعلها شخصية شريرة منذ البداية. يبدأ الخط الدرامي الأساسي بالتوسع بعد إضافة مسدس الكولت القادر على قتل الكائنات الشيطانية بالقرب من نهاية الموسم، مما أعطى المسلسل الطابع الأميريكي الغربي الحديث الذي أراد الكتاب إضفائه.
على الرغم من أن جميع الشخصيات الشريرة التي يواجهها الأخوان هم شخصيات مستوحاة من أساطير حضارية، إلا أن الكٌتاب حاولوا وضع لمساتهم الخاصة على الحلقات. فعلى سبيل المثال، قام كيربكى في الحلقة الأولي من الموسم بالجمع بين أسطورتي الهيتش هايكر ولا يورونا، وذلك لإعطاء الشبح دافع وطابع مميز. أما بالنسبة لحلقة «الرجل الخطاف» فقد استعان الكتاب فيها بثلاثة أو أربعة عناصر من الأشكال الروائية المختلفة لأسطورة الرجل الخطاف. فهو في الأسطورة التقليدية الأصلية مريض نفسي هارب، ولكن لخدمة المسلسل قررالكتاب تحريف شخصيته وتحويلها إلى شبح قاتل بخطاف يستبدل يده المقطوعة. وأدخلوا أيضا عنصر الروح الشريرة عن طريق جعلها مرتبطة بالمشاعر المتضاربة لضيفة الشرف، فهى ترتدي صليب مصنوع من خطافه المصهور. وبدلاً من التركيز على الروايات الحديثة، قرر كل من كيربكى والمنتج التنفيذي المساعد جون شيبان أن يسيرا على نهج الاسطورة الأصلية في تجسيدهما لمصاصي الدماء، فقد تم إعطائهم أنياب تخرج من محيط الفم تشبه أنياب أسماك القرش، بالإضافة إلى خوفهم من الصليب أو التعرض لضوء الشمس. وقد أضاف كيربكى لمسته الخاصة بجعلهم يضعفون عند حقنهم بدماء شخص ميت.
نبعت عناصر أخرى من أفكار أو مفاهيم أساسية، حيث شعر الكاتب شيبان في حلقة «الهيئة» بأن المتحول كان لابد من أن يأخذ شكل إحدى الشخصيات الرئيسية، وقد تم اختيار شخصية دين لذلك. وقرر الكُتاب أيضاً عدم تبرأة اسمه من جريمة القتل العمد في نهاية الحلقة، بالرغم من أنهم كانوا يخشون في بداية الأمر من أن جعل أحد الشخصيات الأساسية مطلوب للعدالة قد يفسد المسلسل لاحقاً. ثم استقروا في النهاية على أنها «عنصر جيد يجب إضافته» حيث مهد الطريق لظهور قصص وشخصيات جديدة. يتم التطرق إلى هوية دين مرة أخرى في حلقة «المختلون» ويستمر ذلك حتى الموسم الثانى والثالث. وقد ظهر عنصر أخر في حلقة الرجل الخطاف، وكان له تأثير على حلقات لاحقة عندما جعل الكاتبين ماليبو وبورتون طلقات الملح نقطة ضعف للأشباح، والذي اعتبره كيربكى «مزيج مثالي من العناصر الخارقة الطبيعة» حيث جمع بين «الطريقة الفلكلورية لطرد الأشباح» و«استخدام الأسلحة الحديثة». وظهر بعد ذلك في حلقة «المصحة» الحديد كسلاح اخر يستخدم لمحاربة الاشباح. ومن ناحية أخرى جائت حلقة «الإيمان» للرد على سؤال ما إذا كان من الخطأ شفاء أشخاص من أمراضهم على حساب حياة أخرين عمل خاطئ، حيث أشار كيربكى إلى أن «ليلا فتاة رائعة وتستحق أن تعيش، وشخص غريب تماماً سيموت في مقابل ذلك.... ربما يستحق الأمر». لم يكن حاصد الأرواح في الأصل موجوداً في السيناريو، ولكن تمت إضافته لاحقاً ليعطي الكتاب فرصة لإضافة تسلسل مرعب للأحداث ولشرح قدرات المعالج. وقد وجد الكتاب أن الشكل التقليدي والأصلي للحاصد - يرتدى قلنسوة ويحمل بيده منجل - سيكون سخيفاً فقاموا بتغيير شكله ليصبح «رجل عجوز واهن».
| ”                                                      | عندما تفكر في الأمر، ستجد أن الوحوش قريبة الشبه من الظواهرالطبيعية، فكلاهما يتمحور حول البقاء والتعايش ... وقد تكون أحياناً أغراض البشر أكثر شيطانية وشراً من أغراض الوحوش . | “ |
| —شيبان، تعليقاً على الأشرار البشريين في حلقة "المختلون" | |   |

على الرغم من أن الكائن الشرير في حلقة «منزل الجحيم» له أصول خارقة للطبيعة، إلا أن القصة نشأت من موقف حدث للكاتب تراي كالواي أثناء طفولته، حيث قام هو وأصدقائه بتزييف مسرح جريمة في حظيرة مجهولة وإقناع أصدقائهما بأن جرائم قتل حقيقية قد وقعت في المكان. وكان الأولاد يذهبون إلى هناك لإخافة بعضهم البعض، حتى وقعت فتاة صغيرة أثناء محاولتها للهرب وكسرت ساقها لاعتقادها بأنها قد رأت شبح يهاجمها. أما في حلقة «المرح الصاخب» فقد كان الأشرار لا يمتلكون أي قوى خارقة للطبيعة، وقد أتخذ شيبان هذا القرار ليس فقط ليفاجئ المشاهدين بل أيضا ليجعل الأخوان وينشستر يواجهان شيئا لم يواجهانه من قبل. وفي حلقه «الكابوس» حاول الكاتب تاكر أن يجعل شخصية ماكس حساسة، لذلك وجد صعوبة في كيفية إنهاء الحلقة. ولكن قرر الكُتاب في النهاية قتله لكي لا يسبب المزيد من الأضرار.
لم يضع كيربكى مصاصي الدماء في بداية المسلسل لارتباطهم بمسلسل بافي قاتلة مصاصي الدماء، فقد أراد أن يعطى لمسلسل الظواهر الخارقة هويته الخاصة. ولكنه أصبح أكثر ارتياحاً للفكرة بمرور الوقت. وقد كان ينتوي الكٌتاب في البداية أن تكون حلقة «دماء رجل ميت» هي الحلقة الوحيدة التي يظهر فيها مصاصي الدماء في المسلسل وينتهي وجودهم بانتهاء الحلقة، ولكن إضافة مسدس الكولت إلى الحلقة ربط بينها وبين الحلقتين الأخيرتين. وقد سعد كُتاب الحلقة قبل الأخيرة وهي بعنوان «الخلاص» بهذه الإضافة حيث أعطى المسدس الأخوان طريقة لقتل ميج، كما أعطى ميج سبباً لقتل أصدقاء عائلة وينشستر. وقد كتب كل من جامبل وتاكر القصة بهذا الشكل لأنهما أدركا أن كيربكى لن يسمح بتضمين شخصياتهم في القصة إلا في حالة موتهم. وعندما لم يستطع الكتاب إيجاد شيء ليفعله الأخوان بينما كانت ميج حرة طليقة، قاموا بتقسيم الحلقة إلى قصتين منفصلتين بأن يتعقب جون ميج، بينما يحاول الأخوان اٍنقاذ عائلة أخرى من عزازيل. فقد شعر تاكر أن ذلك قد ساهم في ظهور «الكثير من المشاعر الكامنة بداخل الأخوين» بالأضافة إلى أنه «ربط أحداث المسلسل بعضها ببعض».
وبالمثل، اعتقد كيربكى أيضاً أن استحواذ الكائن الشيطاني عزازيل على جسد جون في حلقة «فخ الشيطان» كان عنصراً لابد من إضافته حيث أنه ساهم في تكملة الحدثين الرئيسيين في المسلسل واللذان يتمثلان في «إيجاد الأب واقتفاء أثر الكائن الشيطاني»، بل وجمع أيضاً الشخصيتين في جسد واحد.

### تأثير الثقافة الشعبية
بينما أستوحيت بعض حلقات المسلسل من الأساطير الحضارية الخارقة للطبيعة، فقد تأثرت بعض القصص بقدر كبير بالثقافة الشعبية. فمثلا أستوحيت شخصية الكائن وينديغو في الحلقة التي تحمل نفس الأسم من المخلوق الذي ظهر في كليب أغنية Aphex Twin بعنوان "come to daddy"، وقد تمت إضافة ملامح بشرية إلى تصميم الوينديغو نظراً لأنه كائن ذو أصول بشرية، وقد تم أيضاً إعطائه القدرة على محاكاة صوت الإنسان لإضافة «تأثير مرعب». ومع ذلك، لم يرضى كيربكى عن شكله النهائي، لذلك لم يظهر بوضوح طوال الحلقة. أما مشاهد التحول في حلقة «الهيئة» فقد أختار كيربكى أن تكون مشابهة لتلك الموجودة في فيلم مستذئب أمريكي في لندن (فيلم) فقام باستخدام مستحضرات التجميل والأطراف الصناعية بدلاً من استخدام صور منشأة بالحاسوب.
واستُوحى شبح ماري في حلقة «ماري الدموية» من الشبح سامارا في فيلم الحلقة. وقد شعر كيربكى بوجود تشابه كبير بين الشخصيتين وذلك بسبب شكلهما المرعب واستخدام تقنية تخفيف السرعة مما يعطي إحساس بالتلاعب بالوقت. ومن ناحية أخرى، كان مشرف الخدع البصرية إيفان هايدن يرى أن الأمر نوعاً من الأحتفاء بالشخصية.

### التصوير
على الرغم من أنه قد تم تصوير الحلقة الأولى في ولاية لوس انجلوس، اٍلا أن تصوير باقي حلقات المسلسل تم في ولاية فانكوفر بمقاطعة كولومبيا البريطانية. وقد استُخدمت أحياناً بعض المواقع المحلية هناك في تصوير المشاهد. فقد تم على سبيل المثال تصوير حلقة «ميت في الماء» في بحيرة بونتزن، كما أن ذروة الحدث في حلقة «وينديغو» وقعت في أحد المناجم بشاطئ بريطانيا. كذلك أيضاً في الحلقة التي تحمل اسم «مصحة عقلية» تم استخدام مشفى حقيقى يدعى ريفر فيو في التصوير. وقد قام الإنتاج بإعادة استخدام بعض مواقع التصوير من مسلسلات تليفزيونية أخرى مع إدخال بعض التعديلات عليها. ففي حلقة «المختلون» تم استخدام موقع تصوير بُنى سابقاً لمدينة في الغرب الأمريكي. أما المستودع في حلقة «الظل» فقد تم بنائه من قبل لمسلسل  Tru calling. وعادة ما تتطلب الحلقات بناء مواقع تصوير جديدة نظراً للتغيير المستمر في مواقع الأحداث. لذلك قام فريق الإنتاج بإعداد مواقع تصوير يمكن إعادة استخدامها أكثر من مرة على هيئة غرف الفنادق التي يقيم بها الأخوان وينشستر. وفي كل حلقة يتم تغيير ملامح موقع التصوير (غرفه الفندق)، وذلك باستخدام ألوان مختلفة وتغيير أغطية الفراش والستائر كما في حلقة «أوراق الملكية» على سبيل المثال عندما حُولت غرفة الفندق إلى ملهى للرقص.

### الكتب
Knight, Nicholas (2007). Supernatural: The Official Companion Season 1. Titan Books. ISBN 1-84576-535-4.

## وصلات خارجية
- الموقع الرسمي
- قائمة حلقات Supernatural  على قاعدة بيانات الأفلام على الإنترنت
- قائمة حلقات Supernatural  season 1  على تي في.كوم